# El ángel caído (álbum)
El ángel caído es el tercer álbum de estudio de Avalanch y cuarto de su carrera, publicado en 2001. Fue el primero en incorporar como portada un dibujo de Luis Royo. Para la promoción de este disco incluso se llegó a rodar un anuncio, que contaba con la colaboración de Sergio Pazos. Cuenta con la colaboración de Leo Jiménez (cantante de Saratoga y Stravaganzza) en el segundo acto de Las Ruinas del Edén, dividido en tres actos y que consiste en un diálogo entre Dios y El Hombre, siendo cada acto la intervención de uno de ellos. El disco en sí es un álbum conceptual que narra la historia de los orígenes de "El Ángel Caído" hasta llegar a las consecuencias de sus actos en el Planeta Tierra y de cómo esto afectó la vida del hombre para siempre.
Este fue el último álbum de Avalanch con Víctor García como vocalista, quien más tarde sería expulsado de la banda y fundaría, junto con Alberto Ardines, la banda WarCry.

## Canciones
Toda la música y letras está compuesta por Alberto Rionda.
- 1. Hacia la luz
- 2. Tierra de nadie
- 3. El ángel caído
- 4. Xana
- 5. La buena nueva
- 6. Levántate y anda
- 7. Alma en pena
- 8. Corazón negro
- 9. Delirios de grandeza
- 10. Antojo de un Dios
- 11. El séptimo día
- Las ruinas del Edén:
  - 12. Acto I
  - 13. Acto II
  - 14. Acto III
- 15. Santa Bárbara

## Personal
- Víctor García: Voz y coros
- Alberto Rionda: Guitarra, bajo, teclados, batería programada y coros
- Leo Jiménez: Voz en "Las Ruinas del Edén parte 2" y coros
- Ramón Lage: Coros
- Iván Blanco: Coros
- Javi Queen: Coros
- Tina Gutiérrez: Soprano